# بيستاهيفيرصور

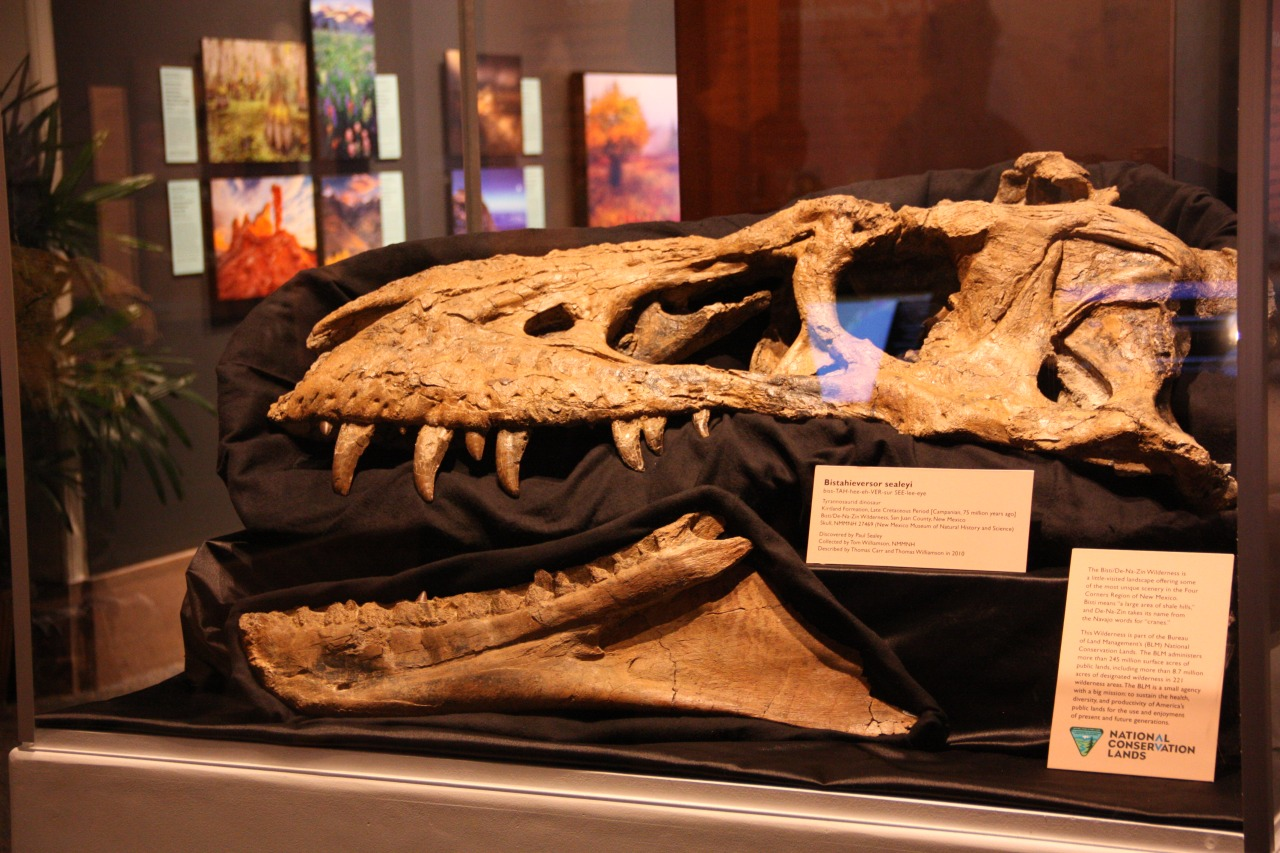
جمجمة متحجرة

بيستاهيڤيرصور (Bistahieversor) هو جنس من ديناصورات تيرانوصوريات الثيروبودا عاش خلال الطباشيري المتأخر منذ حوالي 74. 5 مليون سنة مضت تم اكتشافه في تكوين كيرتلاند [الإنجليزية].